# Vuelo 5925 de United Express
El vuelo 5925 de United Express, operado por Great Lakes Airlines con un turbohélice Beechcraft 1900, era un vuelo programado regularmente desde el Aeropuerto Internacional O'Hare de Chicago, a Quincy, Illinois, con una parada intermedia en Burlington, Iowa.
El 19 de noviembre de 1996, el avión chocó al aterrizar en Quincy con otro Beechcraft, un King Air privado, que despegaba de una pista del aeropuerto. El accidente se conoció como El desastre de la pista de Quincy. Como resultado, todos los ocupantes de ambos aviones, doce a bordo del Beechcraft y dos a bordo del King Air, murieron en el accidente.

## Sinopsis

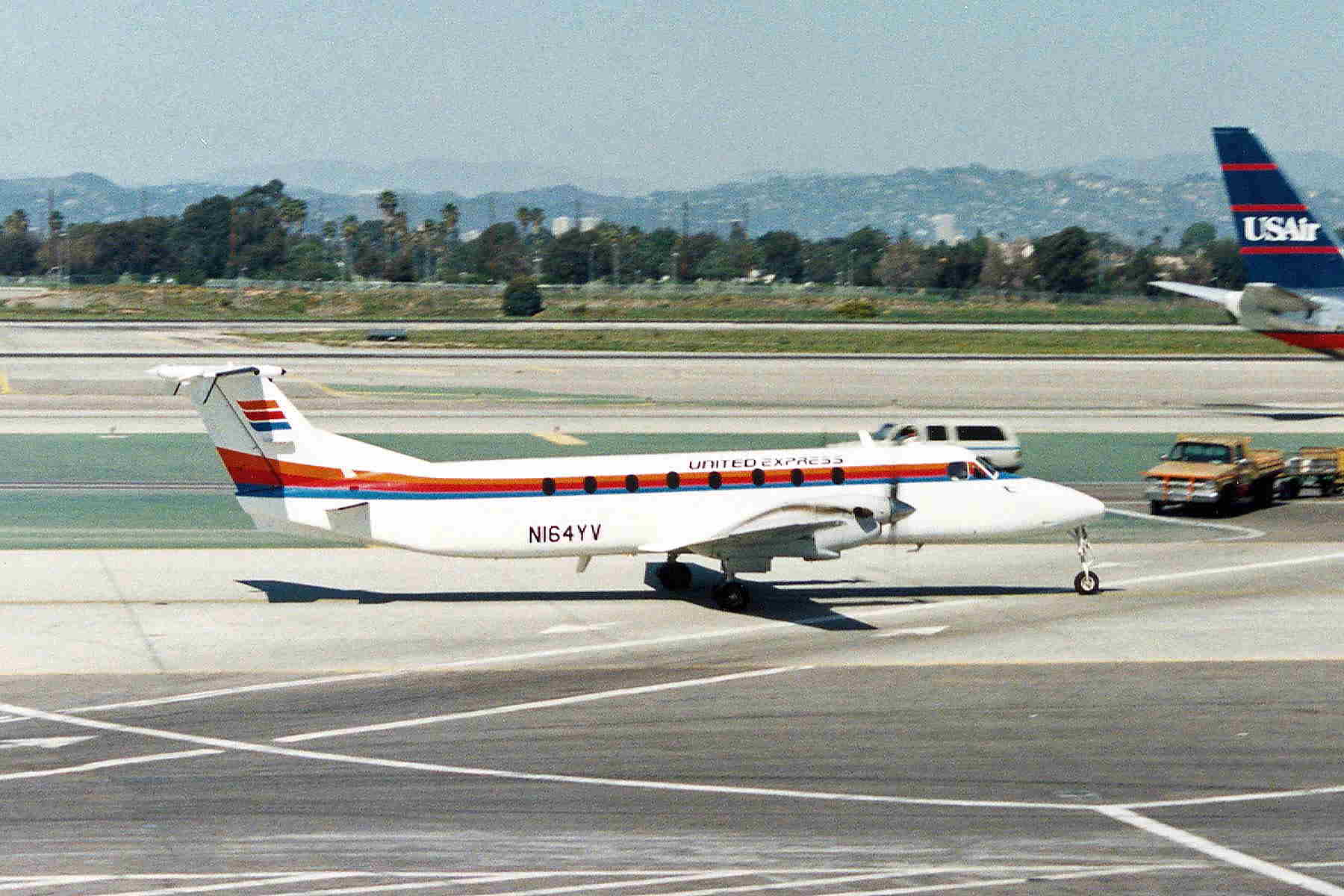
Un Beechcraft 1900C de United Express similar al accidentado.

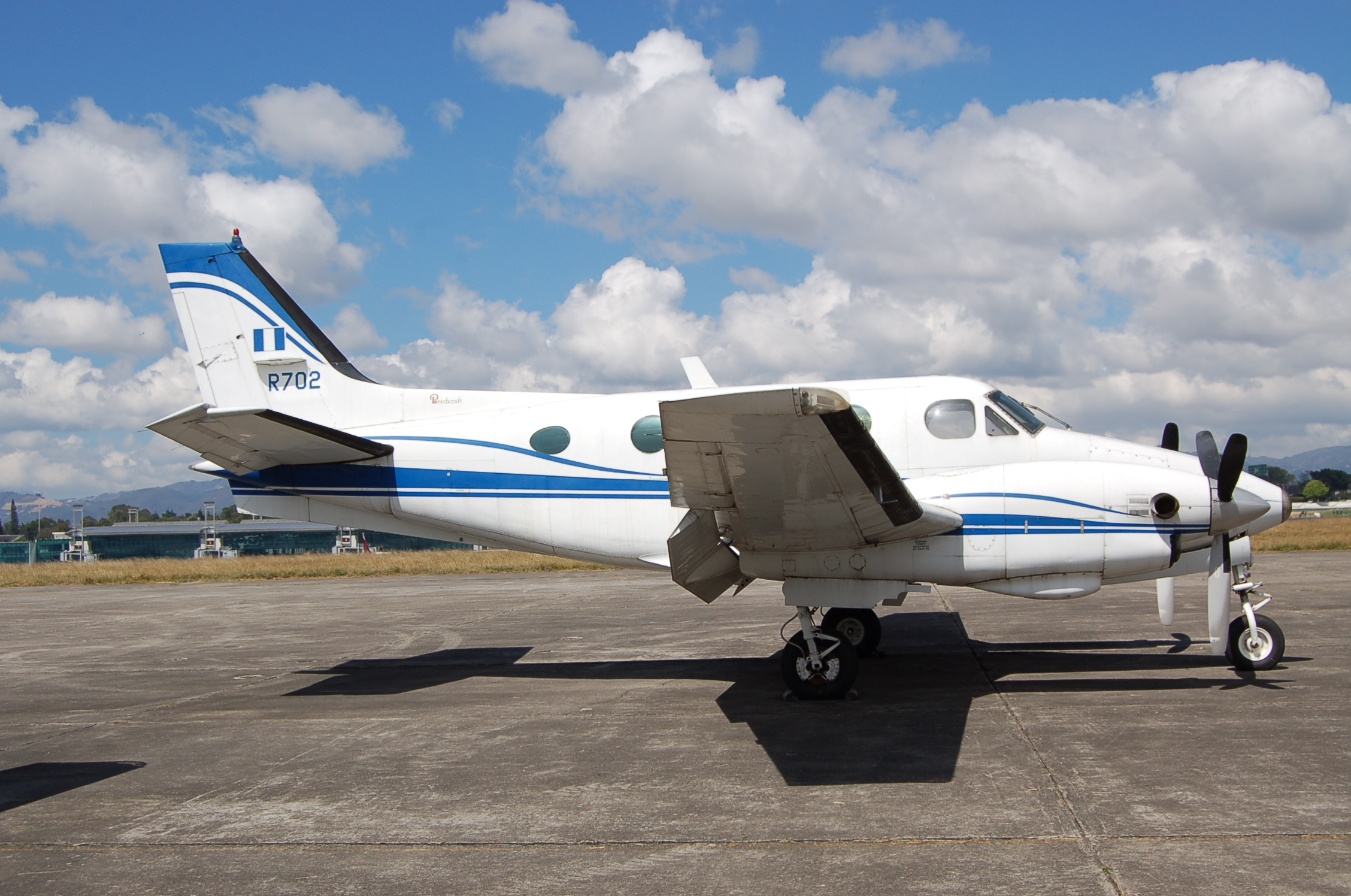
Un Beechcraft King Air A90 similar al involucrado.

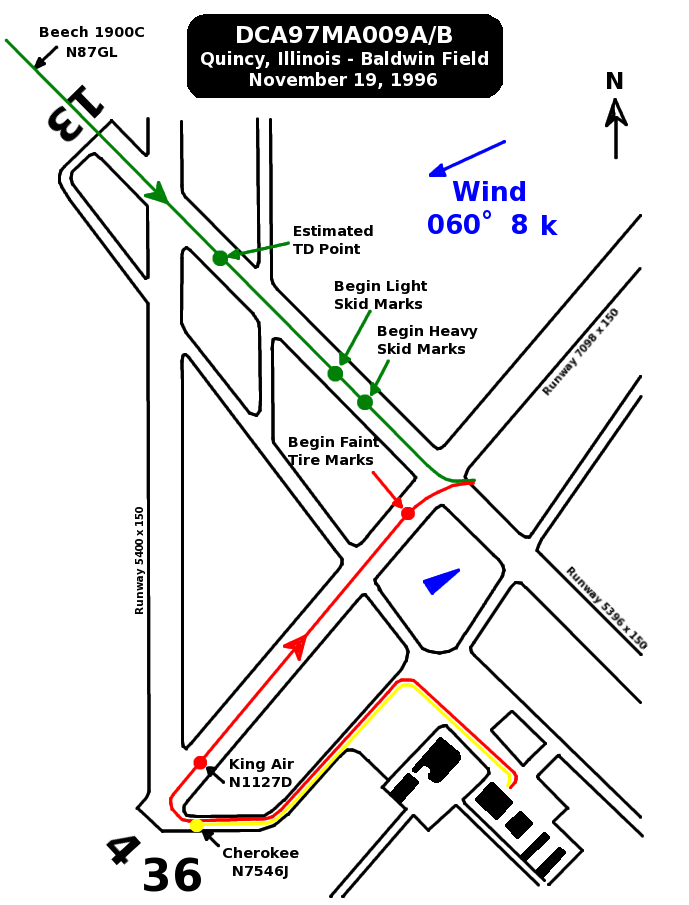
Diagrama de posiciones de las aeronaves involucradas en el accidente.

El vuelo 5925 de United Express había salido de Chicago a las 15:25, con la capitana Kate Gathje (30), y el primer oficial Darren McCombs (24) y diez pasajeros. Después de una parada en Burlington, Iowa, el vuelo se dirigió a Quincy. Dos aviones en Quincy estaban listos para partir cuando se acercó el vuelo 5925. Ambos, un Beechcraft King Air y un Piper Cherokee se dirigían a la pista 4. Como Quincy es un aeropuerto sin torres, los tres aviones operaban en la misma frecuencia de aviso de tráfico común. Al acercarse, la capitána Gathje preguntó si el King Air se mantendría cerca de la pista o partiría antes de su llegada. Después de no recibir respuesta, Gathje volvió a llamar y recibió una respuesta del Cherokee de que se estaban quedando cortos. Sin embargo, debido al sistema de advertencia de proximidad al suelo que sonaba en la cabina del Beechcraft, solo una parte de la transmisión fue recibida por el Beechcraft. Contribuyendo a la causa del accidente fue la transmisión de radio interrumpida por el piloto del Cherokee, lo que condujo al malentendido de la transmisión por parte de la tripulación del United Express como una indicación del King Air que no despegaría hasta que el vuelo 5925 despejara la pista.
Suponiendo que ambos aviones estaban en espera, el vuelo 5925 aterrizó en la pista 13. El King Air, sin embargo, se había puesto en posición en la pista 4 y había comenzado su despegue cuando aterrizó el vuelo 5925. Ambas aeronaves chocaron en la intersección de las pistas 4 y 13. La aeronave patinó durante 110 pies (34 m), se detuvo junto a la Pista 13 y se incendió. Varios pilotos en las inmediaciones del accidente llegaron a la escena, pero no pudieron abrir las puertas del avión antes de que ambos aviones fueran destruidos por el fuego. Los 12 a bordo del vuelo 5925 y ambos pilotos del King Air; Neil Reinwald (63) y Laura Brooks Winkleman (34), fallecieron en el accidente.

## Causa
La Junta Nacional de Seguridad en el Transporte determinó que la causa del accidente fue la falla de los pilotos del King Air de monitorear efectivamente tanto la frecuencia común como para escanear el tráfico. Un factor que contribuyó fue la transmisión del Cherokee al mismo tiempo que la transmisión de United Express. La falta de equipos adecuados de rescate y extinción de incendios se citó como un factor en la alta tasa de mortalidad.

## Filmografía
Este accidente fue reseñado en la temporada 15 de la serie Mayday: Catástrofes aéreas, titulado "Transmisión Fatal", y en Mayday: Informe Especial titulado "Fallas de Comunicación", transmitidos en National Geographic Channel.